# Asa S. Bushnell

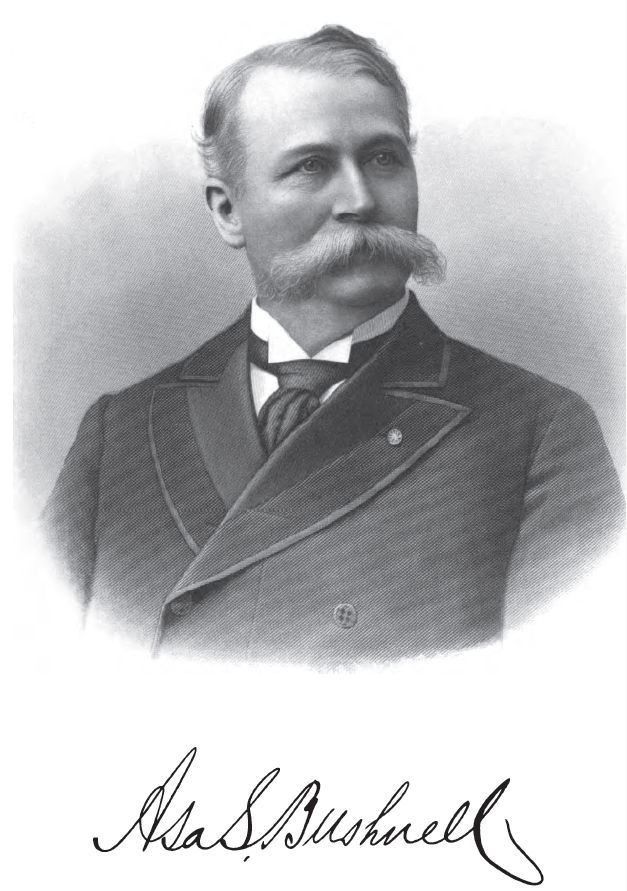
Asa S. Bushnell

Asa Smith Bushnell, född 16 september 1834 i Rome, New York, död 15 januari 1904 i Springfield, Ohio, var en amerikansk republikansk politiker och affärsman. Han var den 40:e guvernören i delstaten Ohio 1896–1900.
Bushnell deltog i amerikanska inbördeskriget i nordstaternas armé och befordrades till kapten. Han var en framgångsrik affärsman och gjorde en stor del av sin förmögenhet som delägare i ett företag som tillverkade jordbruksredskap. Han var också verksam som bankchef i Springfield.
Bushnell var kampanjchef för Joseph B. Forakers segerrika kampanj i guvernörsvalet i Ohio 1885. Foraker stödde sedan Bushnell i guvernörsvalet 1895. I det valet besegrade Bushnell tidigare guvernören James E. Campbell. Han omvaldes två år senare.
Bushnells grav finns på Ferncliff Cemetery i Springfield, Ohio.